# Mayhaw
Mayhaw es la denominación del fruto de las especies de Crataegus serie Aestivales, árboles de pequeño porte, que se desarrollan en los humedales a lo largo del sur de Estados Unidos. Las especies principales son C. aestivalis, el  mayhaw oriental, y C. opaca, el mayhaw occidental.
Es un fruto pequeño que mide de 1 a 2 cm de diámetro, se asemeja a la manzana por su forma, y cuando maduro es de color rojo intenso. Los árboles de los cuales se obtienen los mayhaws crecen en suelos húmedos en los fondos de ríos o arroyos bajo árboles de madera dura. Los frutos maduran entre fines de abril y mayo, de allí su nombre  may-haw ("may" en inglés significa mayo). El fruto también se encuentra en bayous bordeando lagos, como por ejemplo el lago Caddo en la frontera entre Texas y Louisiana. A menudos los mayhaws son recolectados del agua utilizando botes, y los frutos son utilizados para preparar jalea.
El fruto es cultivado en zonas fuera de los humedales, siendo esta la principal fuente de materia para elaborar jalea.